# Landkreis Lichtenfels

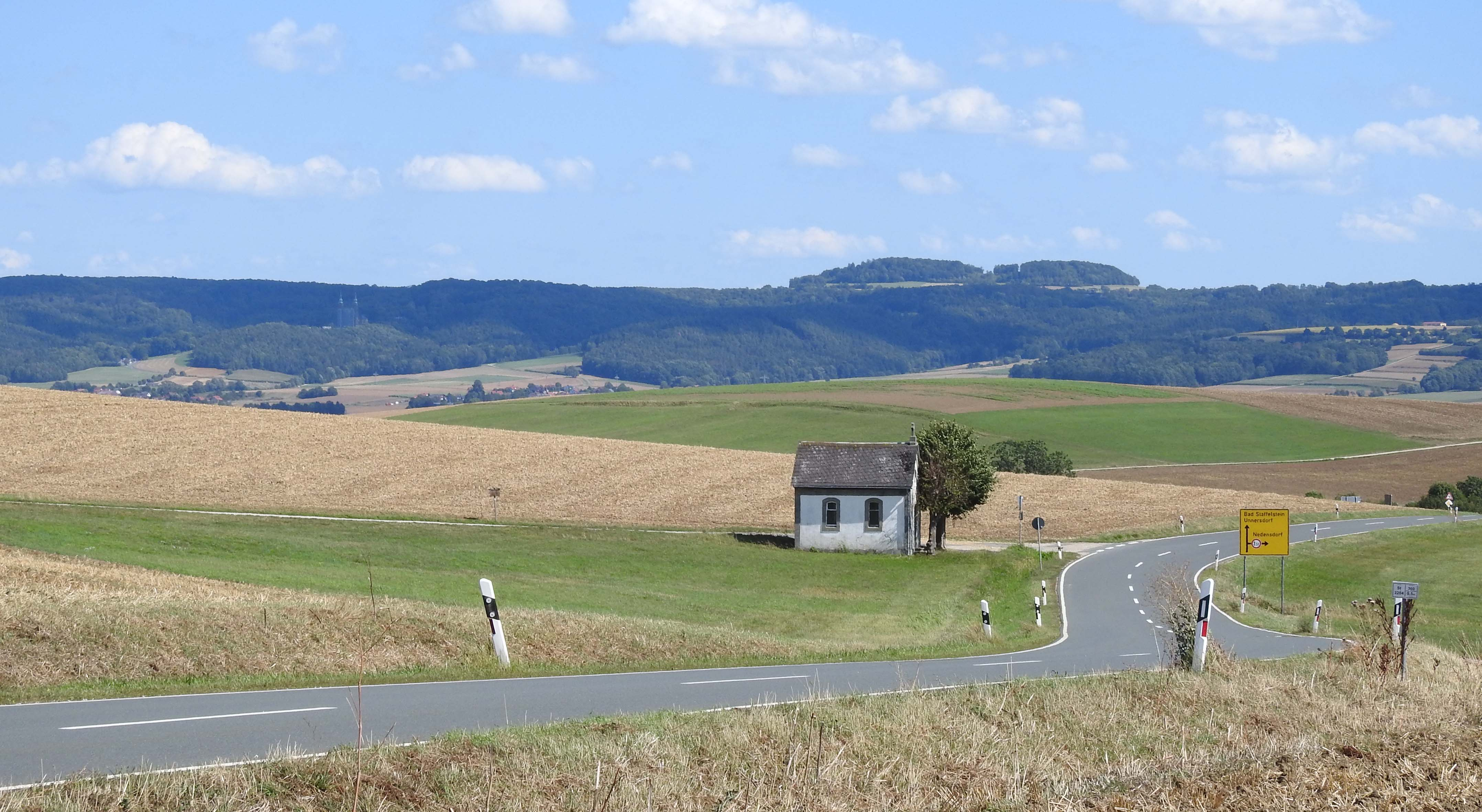
Der „Gottesgarten am Obermain“

Der Landkreis Lichtenfels liegt im Westen des Regierungsbezirks Oberfranken in Bayern. Der Landkreis ist Mitglied der Metropolregion Nürnberg.

## Geographie

### Lage
Das Kreisgebiet wird vor allem geprägt durch den Main und das Maintal, das sich von Ost nach West durch den Kreis zieht. Hier liegen die wichtigsten Städte des Landkreises, wie Burgkunstadt, Bad Staffelstein und die Kreisstadt Lichtenfels. Von den Nebenflüssen des Mains im Kreisgebiet ist die Rodach, die zwischen Hochstadt am Main und Lichtenfels von Norden kommend mündet, der größte. Südlich des Mains erstrecken sich die Ausläufer der Fränkischen Alb mit ihren vorgelagerten Bergen, darunter der Staffelberg bei Bad Staffelstein. Nördlich des Mains befinden sich die Ausläufer des Itz-Baunach-Hügellandes.

### Nachbarkreise
Der Landkreis grenzt im Uhrzeigersinn, im Nordwesten beginnend, an die Landkreise Coburg, Kronach, Kulmbach, Bayreuth und Bamberg.

## Geschichte

### Landgerichte
Das heutige Kreisgebiet gehörte vor 1800 überwiegend zum Hochstift Bamberg. 1802 kam das Gebiet zu Bayern. 1804 wurden die Landgerichte Lichtenfels und Weismain eingerichtet, die zum Mainkreis, ab 1817 Obermainkreis, ab 1838 Oberfranken, gehörten. 1862 wurden beide Landgerichte unter Ausgliederung von 26 Gemeinden im Raum Staffelstein zum Bezirksamt Lichtenfels vereinigt. Für die ausgegliederten Gemeinden wurde ein eigenes Landgericht bzw. Bezirksamt Staffelstein errichtet, in dem auch das 1812 eingerichtete Landgericht Seßlach sowie einige Gemeinden des Landgerichts Scheßlitz aufgingen.

### Bezirksamt
Das Bezirksamt Lichtenfels wurde im Jahr 1862 durch den Zusammenschluss der Landgerichte älterer Ordnung Lichtenfels und Seßlach gebildet.
Anlässlich der Reform des Zuschnitts der bayerischen Bezirksämter erhielt das Bezirksamt Lichtenfels am 1. Januar 1880 die Gemeinden Buckendorf des Bezirksamtes Ebermannstadt und Fesselsdorf des Bezirksamtes Kulmbach.
Am 1. Januar 1927 gab das Bezirksamt Lichtenfels die Gemeinden Hain und Wildenberg an das Bezirksamt Kronach ab.

### Landkreis
Am 1. Januar 1939 wurde wie überall im Deutschen Reich die Bezeichnung Landkreis eingeführt. So wurde aus dem Bezirksamt der Landkreis Lichtenfels.
Bei der Gebietsreform in Bayern wurde am 1. Juli 1972 aus dem bisherigen Landkreis Lichtenfels (mit Ausnahme von Burkersdorf, das in die Gemeinde Küps, Landkreis Kronach, eingegliedert wurde), dem Großteil des Landkreises Staffelstein sowie der Gemeinde Unterlangenstadt des Landkreises Kronach der heutige Landkreis Lichtenfels gebildet. Die anderen Gemeinden des Landkreises Staffelstein wurden auf die Landkreise Bamberg und Coburg aufgeteilt.
Am 1. Januar 1975 trat der Landkreis Coburg die Gemeinde Freiberg an den Landkreis Lichtenfels ab. Dort wurde sie nach Eggenbach eingemeindet. Am 1. Januar 1978 wurde der Landkreis Coburg um die Gemeinde Neuensorg des Landkreises Lichtenfels, die nach Weidhausen bei Coburg eingemeindet wurde, vergrößert.

## Einwohnerentwicklung
Von 1988 bis 2008 wuchs der Landkreis Lichtenfels um ca. 2800 Einwohner bzw. um rund 4 %. Allerdings ist die Tendenz schon seit 2001 nach einem Höchststand von ca. 71.000 Einwohnern wieder rückläufig.
Gemessen an der Einwohnerzahl ist der Landkreis Lichtenfels mit rund 67.000 Einwohnern nach dem Landkreis Kronach der kleinste Landkreis Bayerns.
Die nachfolgenden Zahlen beziehen sich auf den Gebietsstand vom 25. Mai 1987:

Einwohnerentwicklung des Landkreises Lichtenfels von 1840 bis 2017

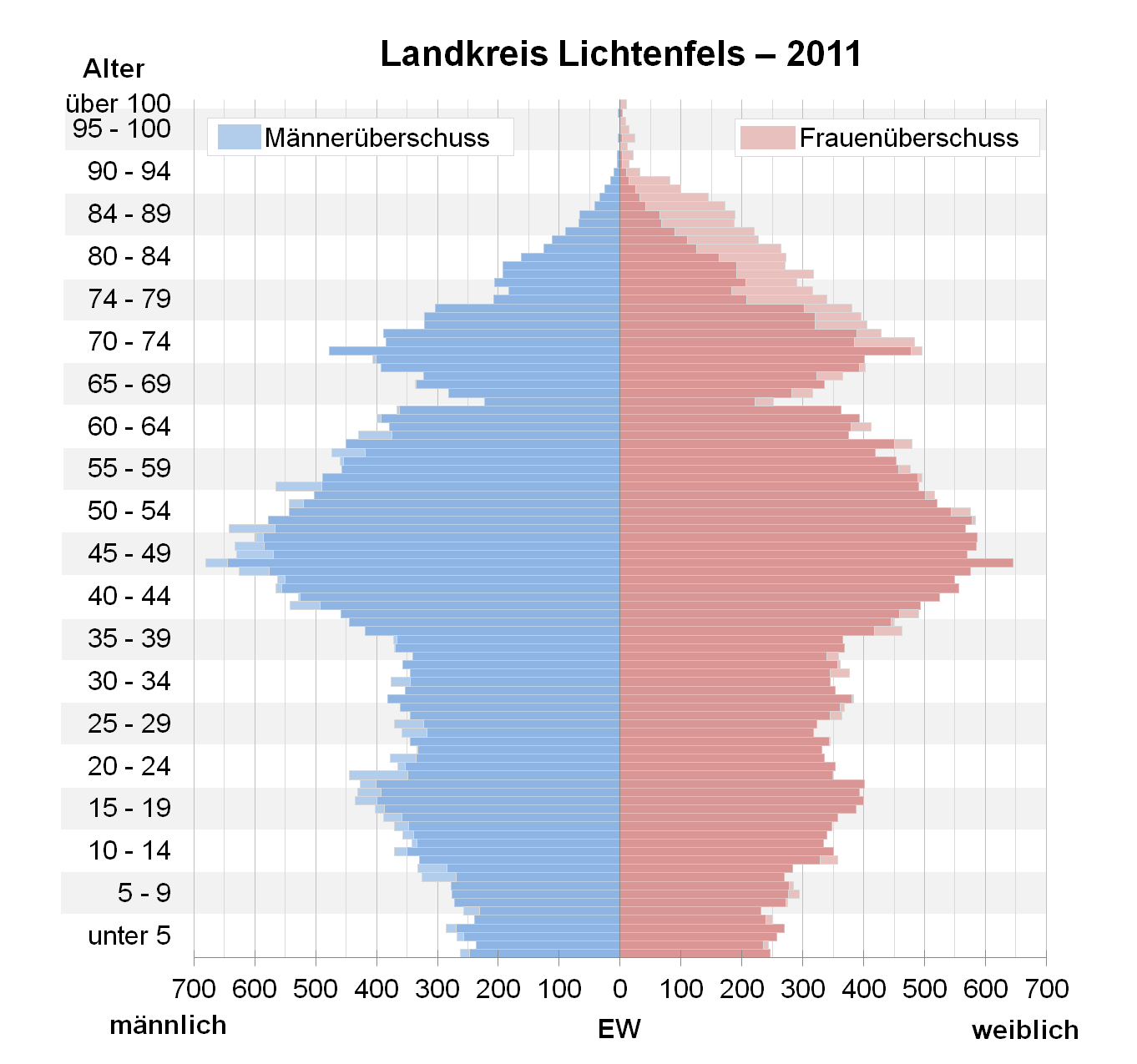
Bevölkerungspyramide für den Kreis Lichtenfels (Datenquelle: Zensus 2011)

Bevölkerungsentwicklung des Landkreises Lichtenfels von 1840 bis 2011

| Bevölkerungsentwicklung | Bevölkerungsentwicklung | Bevölkerungsentwicklung | Bevölkerungsentwicklung | Bevölkerungsentwicklung | Bevölkerungsentwicklung | Bevölkerungsentwicklung | Bevölkerungsentwicklung | Bevölkerungsentwicklung | Bevölkerungsentwicklung | Bevölkerungsentwicklung | Bevölkerungsentwicklung | Bevölkerungsentwicklung | Bevölkerungsentwicklung | Bevölkerungsentwicklung | Bevölkerungsentwicklung |
| ----------------------- | ----------------------- | ----------------------- | ----------------------- | ----------------------- | ----------------------- | ----------------------- | ----------------------- | ----------------------- | ----------------------- | ----------------------- | ----------------------- | ----------------------- | ----------------------- | ----------------------- | ----------------------- |
| Jahr                    | 1840                    | 1900                    | 1939                    | 1950                    | 1961                    | 1970                    | 1987                    | 1991                    | 1995                    | 2000                    | 2005                    | 2010                    | 2015                    | 2022                    | 2023                    |
| Einwohner               | 35.577                  | 41.456                  | 50.246                  | 69.722                  | 66.269                  | 67.863                  | 65.602                  | 68.506                  | 70.512                  | 70.840                  | 70.057                  | 68.087                  | 66.655                  | 66.722                  | 67.555                  |

### Einwohnerentwicklung 2004–2009
Wie auch in den Jahren zuvor verlor der Landkreis Lichtenfels insgesamt zwischen 2004 und 2009 konstant an Einwohnern. Nach dem Statistischen Landesamt nahm die Bevölkerung in diesem Zeitraum um 2057 Personen ab. Dies entspricht einem Minus von 2,91 %. Während im Westen des Landkreises, vor allem in Ebensfeld, der Bevölkerungsschwund eher gering war, lässt sich Richtung Osten ein Gefälle hinsichtlich des Einwohnerschwundes feststellen. Am prozentual stärksten nahm die Bevölkerung in Marktzeuln mit einem Minus von 9,09 % (163 Einwohner) ab, absolut am stärksten in Lichtenfels mit 768 Einwohnern (−3,57 %). Als einzige Gemeinde im Landkreis konnte Redwitz mit +0,88 % ein Bevölkerungswachstum verzeichnen.
| Stadt/Gemeinde    | 30. Sept. 2004 | 30. Sept. 2009 | Bevölkerungswachstum |
| ----------------- | -------------- | -------------- | -------------------- |
| Altenkunstadt     | 5619           | 5417           | −3,59 %              |
| Bad Staffelstein  | 10.684         | 10.523         | −1,50 %              |
| Burgkunstadt      | 6969           | 6690           | −4,00 %              |
| Ebensfeld         | 5733           | 5705           | −0,48 %              |
| Hochstadt am Main | 1701           | 1688           | −0,76 %              |
| Lichtenfels       | 21.457         | 20.689         | −3,57 %              |
| Marktgraitz       | 1375           | 1290           | −6,18 %              |
| Marktzeuln        | 1793           | 1630           | −9,09 %              |
| Michelau          | 6908           | 6599           | −4,47 %              |
| Redwitz           | 3373           | 3403           | +0,88 %              |
| Weismain          | 4849           | 4770           | −1,62 %              |
| Gesamt:           | 70.461         | 68.404         | −2,91 %              |

## Politik

### Kreistag
Der Kreistag setzt sich aus 50 Kreisräten und dem Landrat zusammen. In den vergangenen Wahlen ergaben sich folgende Sitzverteilungen für die Kreisräte:
| Kreistagswahl 2020Wahlbeteiligung: 62,5 % (+1,0 %) %403020100 38,515,615,011,69,26,04,1 CSUSPDFWGrüneJBeAfDSBgGewinne und Verlusteim Vergleich zu 2014 %p 6 4 2 0 −2 −4 −6−3,5−5,9+0,1+3,9−0,2+6,0−0,2CSUSPDFWGrüneJBAfDSBAnmerkungen:e Junge Bürgerg Soziale Bürger | Sitzverteilung im Kreistag Lichtenfels seit 2020Insgesamt 50 Sitze - SB: 2 - SPD: 8 - Grüne: 6 - JB: 5 - FW: 7 - CSU: 19 - AfD: 3 |

| Parteien und Wählergemeinschaften | Parteien und Wählergemeinschaften  | 2020   | 2020   | 2014   | 2014   | 2008   | 2008   | 2002   | 2002   | 1996   | 1996   |
| Parteien und Wählergemeinschaften | Parteien und Wählergemeinschaften  | %      | Sitze  | %      | Sitze  | %      | Sitze  | %      | Sitze  | %      | Sitze  |
| --------------------------------- | ---------------------------------- | ------ | ------ | ------ | ------ | ------ | ------ | ------ | ------ | ------ | ------ |
| CSU                               | Christlich-Soziale Union in Bayern | 38,5   | 19     | 42,0   | 21     | 43,8   | 23     | 46,3   | 23     | 41,4   | 21     |
| SPD                               | SPD Bayern                         | 15,6   | 08     | 21,5   | 11     | 21,0   | 11     | 25,5   | 13     | 27,1   | 14     |
| FW                                | Freie Wähler Bayern                | 15,0   | 07     | 14,9   | 07     | 15,2   | 08     | 15,6   | 08     | 16,1   | 08     |
| Grüne                             | Grüne Bayern                       | 11,6   | 06     | 7,7    | 04     | 6,5    | 03     | 4,6    | 02     | 7,3    | 03     |
| JB                                | Junge Bürger                       | 9,2    | 05     | 9,4    | 05     | 0–     | 0–     | 0–     | 0–     | 0–     | 0–     |
| AfD                               | AfD Bayern                         | 6,0    | 03     | 0–     | 0–     | 0–     | 0–     | 0–     | 0–     | 0–     | 0–     |
| SB                                | Soziale Bürger                     | 4,1    | 02     | 4,3    | 02     | 3,6    | 01     | 0–     | 0–     | 0–     | 0–     |
| JB/JWU                            | Junge Bürger/Junge Wähler Union    | 0–     | 0–     | 0–     | 0–     | 9,2    | 04     | 8,0    | 04     | 8,0    | 04     |
| gesamt                            | gesamt                             | 100,0  | 50     | 99,8   | 50     | 99,3   | 50     | 100,0  | 50     | 99,9   | 50     |
| Wahlbeteiligung                   | Wahlbeteiligung                    | 62,5 % | 62,5 % | 61,5 % | 61,5 % | 65,1 % | 65,1 % | 67,0 % | 67,0 % | 71,6 % | 71,6 % |

### Bezirksamtmänner/-oberamtmänner (bis 1938), Landräte ab 1939

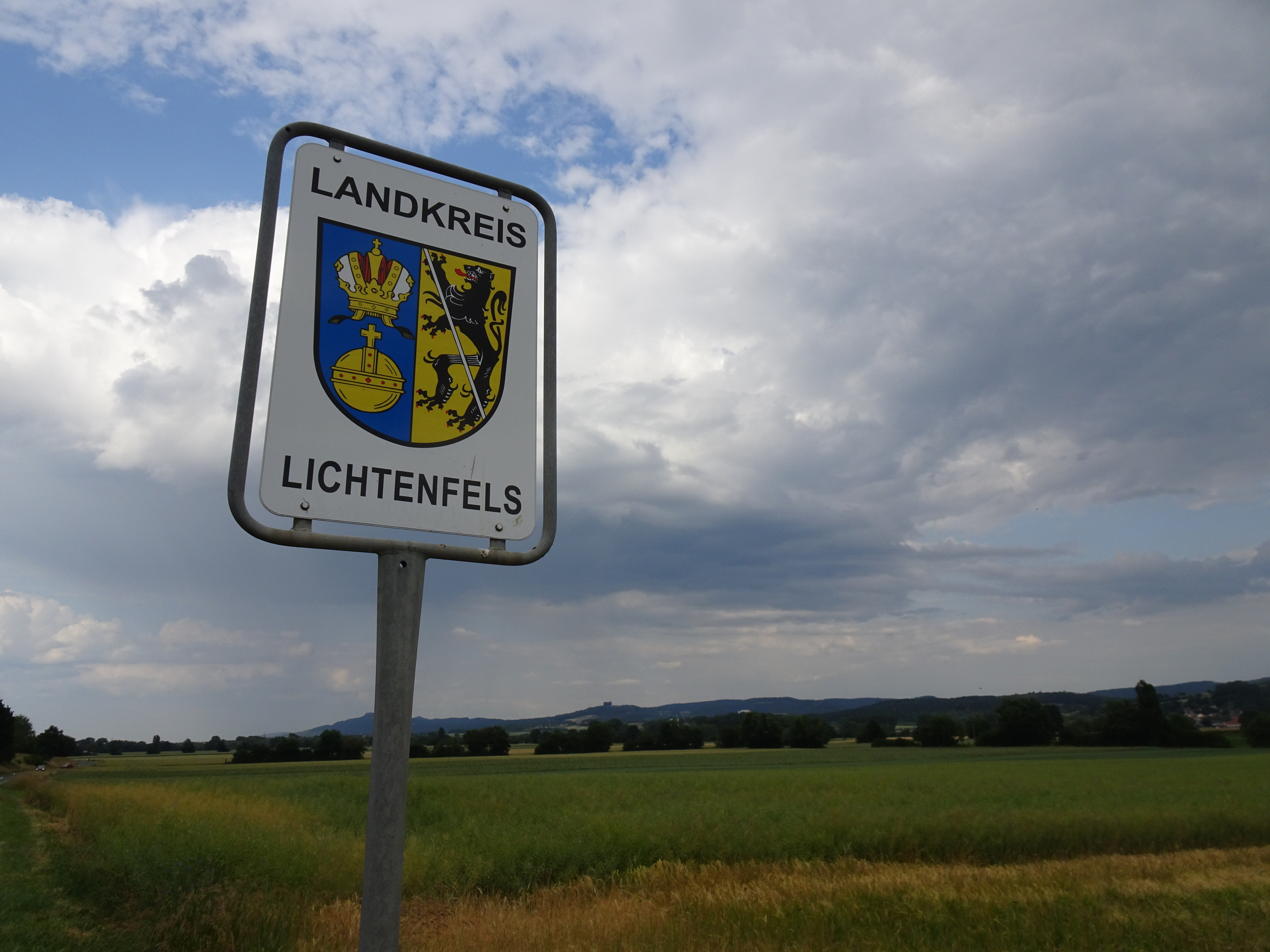
Landkreis Lichtenfels

- 1918–1925 Johannes Petri
- 1925–1928 Karl Sepp
- 1929–1931 Eugen Horber
- 1933–1936 Hermann Heller
- 1937–1945 Alfons Trunk

Der derzeitige Landrat Christian Meißner (CSU) ist seit dem 15. Dezember 2011 im Amt. Durch die Landratswahl am 24. September 2017 wurde er mit 66,11 % der gültigen Stimmen bei einer Wahlbeteiligung von 73,25 % im Amt bestätigt.
Seine Vorgänger waren: Max Jüngling (CSU) Landrat vom 14. Februar 1946 bis zu seinem Tod am 14. Februar 1963. Ihm folgte Helmut G. Walther (SPD), der vom 1. Mai 1963 bis zu seinem Tod am 8. Oktober 1981 amtierte. Danach hatte vom 15. Dezember 1981 bis zum 14. Dezember 1993 Ludwig Schaller (CSU), von 1970 bis 1972 letzter Landrat von Staffelstein, das Amt des Landrats inne und schließlich vom 15. Dezember 1993 bis 14. Dezember 2011 Reinhard Leutner (CSU).

### Wappen
|                         | Blasonierung: „Gespalten von Blau und Gold; vorne über goldenem Reichsapfel eine goldene Kaiserkrone mit rotem Innenfutter; hinten ein mit einer silbernen Schrägleiste überdeckter, rot bewehrter, schwarzer Löwe.“ |
| Wappenführung seit 1977 | |

## Wirtschaft und Verkehr
Im Zukunftsatlas 2016 belegte der Landkreis Lichtenfels Platz 240 von 402 Landkreisen, Kommunalverbänden und kreisfreien Städten in Deutschland und zählt damit zu den Regionen mit „ausgeglichenem Chancen-Risiko Mix“ für die Zukunft.

### Verkehr

#### Schienennetz
Die Eisenbahnstrecke Bamberg–Lichtenfels wurde 1846 als Teil der Ludwigs-Süd-Nord-Bahn eröffnet und 1848 bis Hof weitergeführt. Lichtenfels ist ein regionaler Eisenbahnknotenpunkt und war bis 2017 zweistündlicher ICE-Halt der Linie Hamburg–Berlin–München.
Die von der Werra-Eisenbahn-Gesellschaft gebaute Werrabahn von Lichtenfels über Coburg und Meiningen nach Eisenach nahm 1859 ihren Betrieb auf.
Die Hochstadt-Stockheimer Eisenbahn stellte 1861 von dem benachbarten Bahnhof Hochstadt-Marktzeuln die Verbindung in Richtung Kronach her, die heute ebenso wie die anderen Strecken im Kreis ein Teil wichtiger Hauptstrecken ist.
Das Gesamtnetz ist in vollem Umfang von 51 Kilometern noch in Betrieb. Zum 1. Januar 2015 ist der Landkreis dem Verkehrsverbund Großraum Nürnberg beigetreten.

#### Straßen
Durch den Landkreis verläuft nahezu in Nord-Süd-Richtung die Bundesautobahn 73; die Bundesautobahn 70 tangiert das Kreisgebiet bei Buckendorf. Den Landkreis erschließen weiter die Bundesstraßen 173 und 289 (kurzes Teilstück).

## Sehenswürdigkeiten
Der Landkreis Lichtenfels ist Teil der Bildstocklandschaft Franken. Seit dem Spätmittelalter entstanden in katholisch geprägten Gebieten religiöse Kleindenkmäler als Ausdruck der Volksfrömmigkeit. Sie haben sich heute vor allem entlang von Straßen und Wegen erhalten.
- Stadtschloss Lichtenfels, Lichtenfels
- Kloster Banz, Bad Staffelstein
- Basilika Vierzehnheiligen, Bad Staffelstein
- Deutsches Korbmuseum, Michelau in Oberfranken

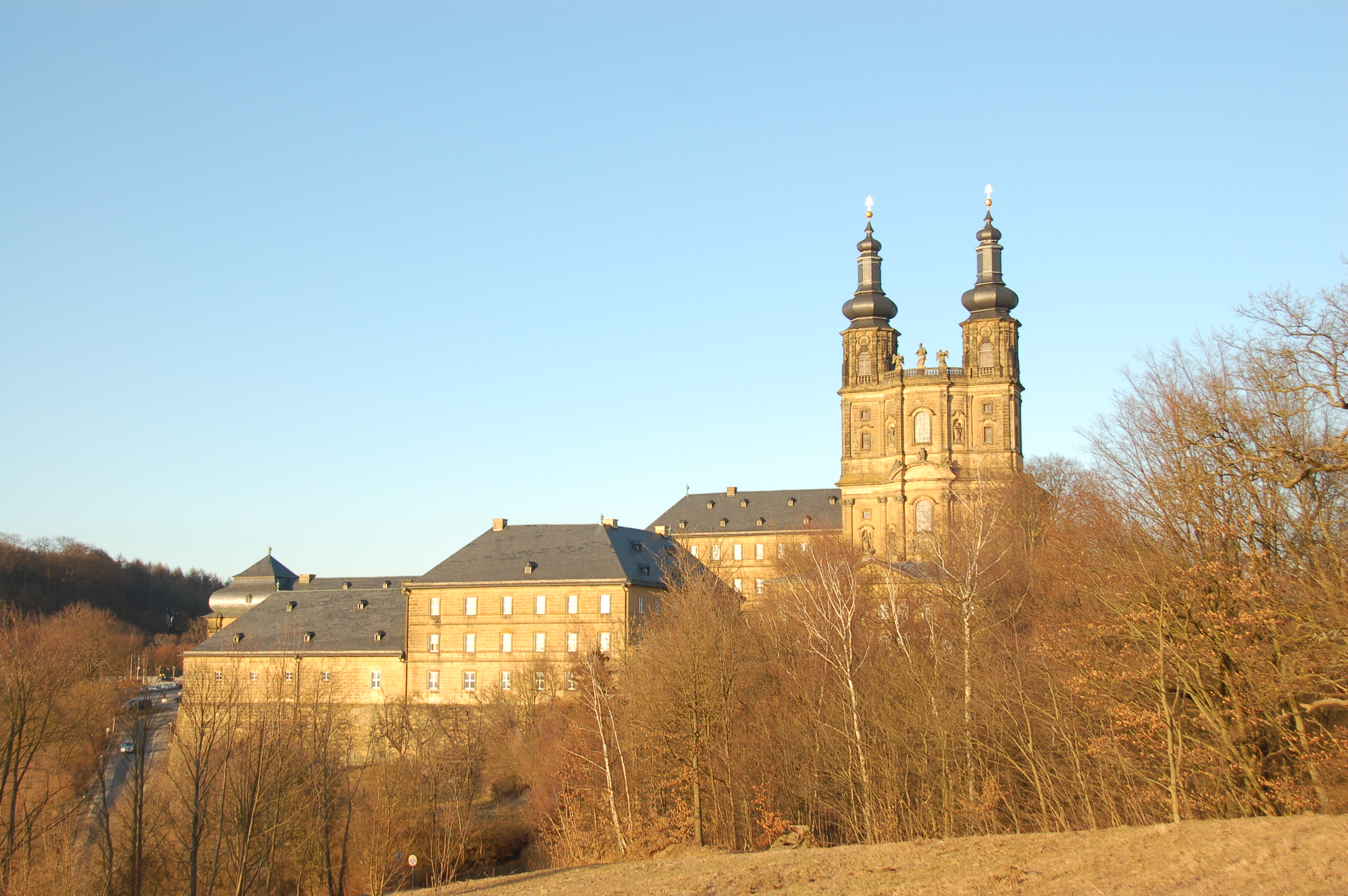
Kloster Banz
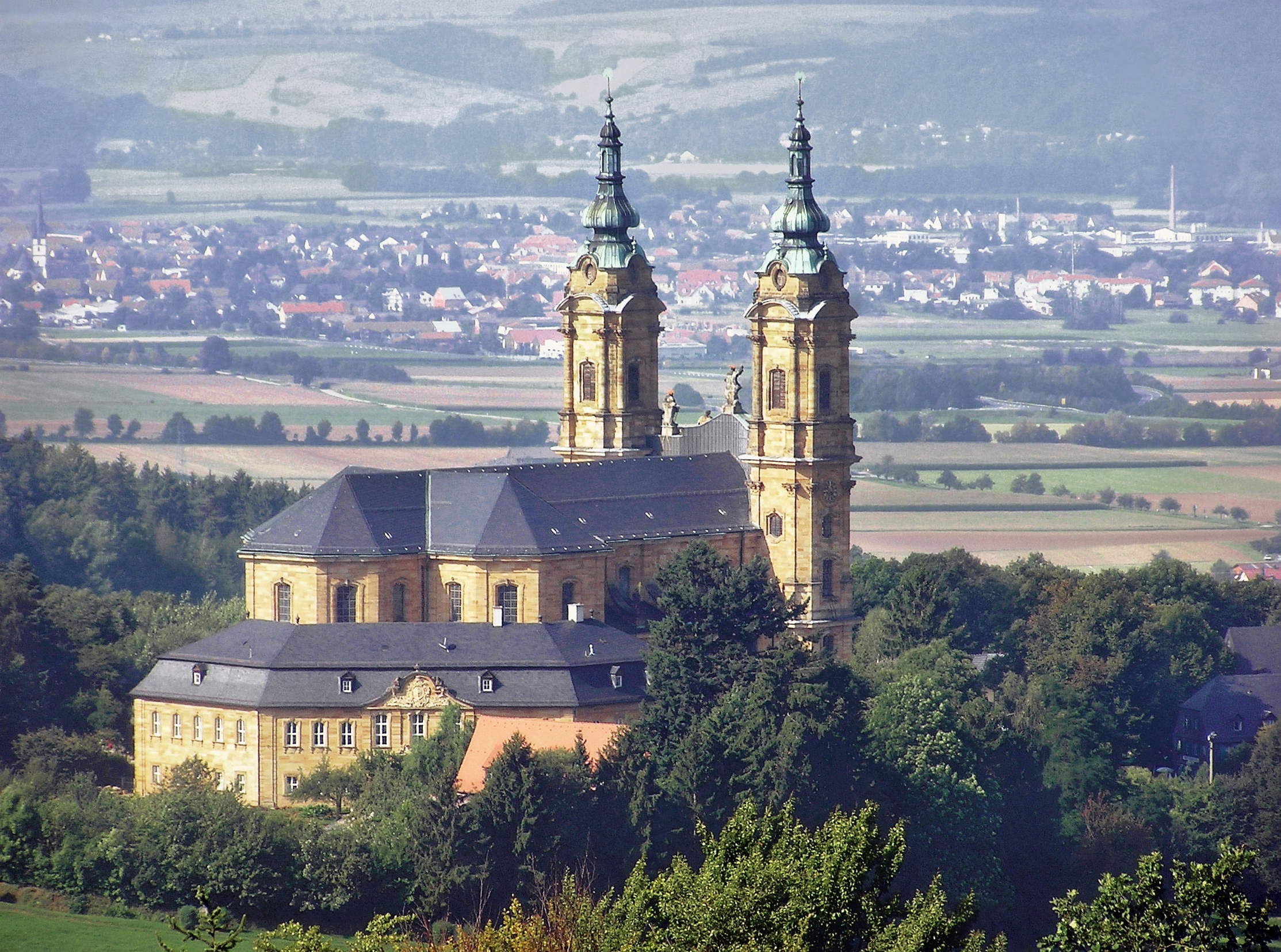
Basilika Vierzehnheiligen

## Gemeinden
(Einwohner am 31. Dezember 2024)
| Städte 1. Bad Staffelstein (10.821) 2. Burgkunstadt (6463) 3. Lichtenfels (20.488) 4. Weismain (4786) Märkte 1. Ebensfeld (5614) 2. Marktgraitz (1126) 3. Marktzeuln (1584) Weitere Gemeinden 1. Altenkunstadt (5502) 2. Hochstadt a. Main (1558) 3. Michelau i. OFr. (5995) 4. Redwitz a. d. Rodach (3442) | Verwaltungsgemeinschaften 1. Hochstadt-Marktzeuln mit Sitz in Marktzeuln mit den Mitgliedsgemeinden Hochstadt a. Main und Marktzeuln (Markt) 2. Redwitz a. d. Rodach mit den Mitgliedsgemeinden Marktgraitz (Markt) und Redwitz a. d. Rodach Gemeindefreie Gebiete (7,49 km²) 1. Breitengüßbacher Forst (2,40 km²) 2. Mainecker Forst (aufgelöst am 1. Januar 2000) 3. Neuensorger Forst (5,09 km²) |  |

## Gemeinden des Landkreises vor der Gebietsreform 1971/78
Bis zur Gebietsreform 1971/78 hatte der Landkreis Lichtenfels 58 Gemeinden (siehe Liste unten). Um das Jahr 1900 hatte der Landkreis noch drei Gemeinden mehr, Burgberg (am 1. Oktober 1929 nach Lichtenfels eingemeindet), Hain (heute Teil der Gemeinde Küps im Landkreis Kronach) und Wildenberg (heute Teil der Gemeinde Weißenbrunn im Landkreis Kronach).
Im Norden grenzte der Landkreis an den Landkreis Coburg, im Nordosten an den Landkreis Kronach, im Südosten an den Landkreis Kulmbach im Süden an den Landkreis Ebermannstadt, im Südwesten an den Landkreis Bamberg und im Nordwesten an den Landkreis Staffelstein.
Die Gemeinden des Landkreises Lichtenfels vor der Gemeindereform 1971/78. (Die Gemeinden, die es heute noch gibt, sind fett geschrieben.)

Landkreis Lichtenfels, Gemeindegrenzenkarte von 1961

| frühere Gemeinde     | heutige Gemeinde     | heutiger Landkreis    |
| -------------------- | -------------------- | --------------------- |
| Altenkunstadt        | Altenkunstadt        | Landkreis Lichtenfels |
| Arnstein             | Weismain             | Landkreis Lichtenfels |
| Buch am Forst        | Lichtenfels          | Landkreis Lichtenfels |
| Buckendorf           | Weismain             | Landkreis Lichtenfels |
| Burgkunstadt (Stadt) | Burgkunstadt         | Landkreis Lichtenfels |
| Burkersdorf          | Küps                 | Landkreis Kronach     |
| Burkheim             | Altenkunstadt        | Landkreis Lichtenfels |
| Ebneth               | Burgkunstadt         | Landkreis Lichtenfels |
| Fesselsdorf          | Weismain             | Landkreis Lichtenfels |
| Gärtenroth           | Burgkunstadt         | Landkreis Lichtenfels |
| Geutenreuth          | Weismain             | Landkreis Lichtenfels |
| Großziegenfeld       | Weismain             | Landkreis Lichtenfels |
| Hochstadt a. Main    | Hochstadt a. Main    | Landkreis Lichtenfels |
| Isling               | Lichtenfels          | Landkreis Lichtenfels |
| Kaspauer             | Weismain             | Landkreis Lichtenfels |
| Kirchlein            | Burgkunstadt         | Landkreis Lichtenfels |
| Kleinziegenfeld      | Weismain             | Landkreis Lichtenfels |
| Klosterlangheim      | Lichtenfels          | Landkreis Lichtenfels |
| Kösten               | Lichtenfels          | Landkreis Lichtenfels |
| Köttel               | Lichtenfels          | Landkreis Lichtenfels |
| Lahm bei Lichtenfels | Lichtenfels          | Landkreis Lichtenfels |
| Lettenreuth          | Michelau i. OFr.     | Landkreis Lichtenfels |
| Lichtenfels (Stadt)  | Lichtenfels          | Landkreis Lichtenfels |
| Maineck              | Altenkunstadt        | Landkreis Lichtenfels |
| Mainroth             | Burgkunstadt         | Landkreis Lichtenfels |
| Mannsgereuth         | Redwitz a. d. Rodach | Landkreis Lichtenfels |
| Marktgraitz          | Marktgraitz          | Landkreis Lichtenfels |
| Marktzeuln (Markt)   | Marktzeuln           | Landkreis Lichtenfels |
| Michelau i. OFr.     | Michelau i. OFr.     | Landkreis Lichtenfels |
| Mistelfeld           | Lichtenfels          | Landkreis Lichtenfels |
| Modschiedel          | Weismain             | Landkreis Lichtenfels |
| Mönchkröttendorf     | Lichtenfels          | Landkreis Lichtenfels |
| Neudorf              | Weismain             | Landkreis Lichtenfels |
| Neuensee             | Michelau i. OFr.     | Landkreis Lichtenfels |
| Neuses am Main       | Burgkunstadt         | Landkreis Lichtenfels |
| Oberlangheim         | Lichtenfels          | Landkreis Lichtenfels |
| Obersdorf            | Hochstadt a. Main    | Landkreis Lichtenfels |
| Oberwallenstadt      | Lichtenfels          | Landkreis Lichtenfels |
| Pfaffendorf          | Altenkunstadt        | Landkreis Lichtenfels |
| Redwitz a. d. Rodach | Redwitz a. d. Rodach | Landkreis Lichtenfels |
| Reundorf             | Lichtenfels          | Landkreis Lichtenfels |
| Roth                 | Lichtenfels          | Landkreis Lichtenfels |
| Rothmannsthal        | Lichtenfels          | Landkreis Lichtenfels |
| Schney               | Lichtenfels          | Landkreis Lichtenfels |
| Schwürbitz           | Michelau i. OFr.     | Landkreis Lichtenfels |
| Seubelsdorf          | Lichtenfels          | Landkreis Lichtenfels |
| Stetten              | Lichtenfels          | Landkreis Lichtenfels |
| Strössendorf         | Altenkunstadt        | Landkreis Lichtenfels |
| Theisau              | Burgkunstadt         | Landkreis Lichtenfels |
| Trainau              | Redwitz a. d. Rodach | Landkreis Lichtenfels |
| Trieb                | Lichtenfels          | Landkreis Lichtenfels |
| Wallersberg          | Weismain             | Landkreis Lichtenfels |
| Weiden               | Weismain             | Landkreis Lichtenfels |
| Weidnitz             | Burgkunstadt         | Landkreis Lichtenfels |
| Weismain (Stadt)     | Weismain             | Landkreis Lichtenfels |
| Wolfsloch            | Hochstadt a. Main    | Landkreis Lichtenfels |
| Zettlitz             | Marktzeuln           | Landkreis Lichtenfels |
| Zeublitz             | Altenkunstadt        | Landkreis Lichtenfels |

## Sonstiges
Durch den Landkreis verläuft die Bamberger Schranke, eine Sprachgrenze zwischen dem itzgründischen und dem oberfränkischen Dialekt. Orte mit kultureller/ökonomischer Bindung an den nordwestlich gelegenen Landkreis Coburg gehören zum itzgründischen, Orte mit stärkerer Anbindung an die Landkreise Kronach, Kulmbach oder Bayreuth zum oberfränkischen Sprachraum. Südlich der Kreisgrenze geht das Itzgründische in den bambergischen Dialekt über.
Der Landkreis Lichtenfels ist das deutsche Korbmacherzentrum und gemeinsam mit dem Landkreis Coburg das Zentrum der deutschen Polstermöbelindustrie. Wichtigster Arbeitgeber ist die Kfz-Zulieferindustrie.
Im Landkreis liegt der sogenannte Gottesgarten mit der Basilika Vierzehnheiligen und dem Kloster Banz.

## Schutzgebiete
Im Landkreis Lichtenfels gibt es sieben Naturschutzgebiete, sechs Landschaftsschutzgebiete, zwölf FFH-Gebiete und 40 ausgewiesene Geotope. (Stand August 2016)
Siehe auch:
- Liste der Naturschutzgebiete im Landkreis Lichtenfels
- Liste der Landschaftsschutzgebiete im Landkreis Lichtenfels
- Liste der FFH-Gebiete im Landkreis Lichtenfels
- Liste der Geotope im Landkreis Lichtenfels

## Kfz-Kennzeichen
Am 1. Juli 1956 wurde dem Landkreis bei der Einführung der bis heute gültigen Kfz-Kennzeichen das Unterscheidungszeichen LIF zugewiesen. Es wird durchgängig bis heute ausgegeben. Seit dem 16. Juli 2013 ist auch das Unterscheidungszeichen STE (Bad Staffelstein) erhältlich.